# Rallye de Pologne 2017
Le Rallye de Pologne 2017 est le 8e rallye du Championnat du monde des rallyes 2017 et la 74e édition de l’épreuve. Il se déroule sur 22 épreuves spéciales. Thierry Neuville et Nicolas Gilsoul, au volant d'une Hyundai i20 Coupe WRC, remportent le rallye avec plus d'une minute d'avance sur leur plus proche concurrent.

## Participants
| Engagés notables | Engagés notables             | Engagés notables | Engagés notables                  | Engagés notables      | Engagés notables           | Engagés notables |
| no               | Pilote                       | Classe           | Copilote                          | Voiture               | Engagé                     | Pneus            |
| ---------------- | ---------------------------- | ---------------- | --------------------------------- | --------------------- | -------------------------- | ---------------- |
| 1                | M-Sport World Rally Team     | WRC              | Sébastien Ogier                   | Julien Ingrassia      | Ford Fiesta WRC            | M                |
| 2                | M-Sport World Rally Team     | WRC              | Ott Tänak                         | Martin Järveoja       | Ford Fiesta WRC            | M                |
| 3                | M-Sport World Rally Team     | WRC              | Elfyn Evans                       | Daniel Barritt        | Ford Fiesta WRC            | D                |
| 4                | Hyundai Motorsport           | WRC              | Hayden Paddon                     | Sebastian Marshall    | Hyundai i20 Coupe WRC      | M                |
| 5                | Hyundai Motorsport           | WRC              | Thierry Neuville                  | Nicolas Gilsoul       | Hyundai i20 Coupe WRC      | M                |
| 6                | Hyundai Motorsport           | WRC              | Dani Sordo                        | Marc Martí            | Hyundai i20 Coupe WRC      | M                |
| 7                | Citroën Total Abu Dhabi WRT  | WRC              | Andreas Mikkelsen                 | Anders Jæger          | Citroën C3 WRC             | M                |
| 8                | Citroën Total Abu Dhabi WRT  | WRC              | Craig Breen                       | Scott Martin          | Citroën C3 WRC             | M                |
| 9                | Citroën Total Abu Dhabi WRT  | WRC              | Stéphane Lefebvre                 | Gabin Moreau          | Citroën C3 WRC             | M                |
| 10               | Toyota Gazoo Racing WRT      | WRC              | Jari-Matti Latvala                | Miikka Anttila        | Toyota Yaris WRC           | M                |
| 11               | Toyota Gazoo Racing WRT      | WRC              | Juho Hänninen                     | Kaj Lindström         | Toyota Yaris WRC           | M                |
| 12               | Toyota Gazoo Racing WRT      | WRC              | Esapekka Lappi                    | Janne Ferm            | Toyota Yaris WRC           | M                |
| 14               | M-Sport World Rally Team     | WRC              | Mads Østberg                      | Ola Fløene            | Ford Fiesta WRC            | M                |
| 15               | M-Sport World Rally Team     | WRC              | Teemu Suninen                     | Mikko Markkula        | Ford Fiesta WRC            | M                |
| 21               | Eurolamp World Rally Team    | WRC              | Valeriy Gorban                    | Sergei Larens         | Mini John Cooper Works WRC | M                |
| 22               | Jourdan Serderidis           | WRC              | Jourdan Serderidis                | Lara Vanneste         | Citroën DS3 WRC            | M                |
| 23               | Jean-Michel Raoux            | WRC              | Jean-Michel Raoux                 | Laurent Magat         | Citroën DS3 WRC            | D                |
| 31               | Škoda Motorsport II          | WRC-2            | Pontus Tidemand                   | Jonas Andersson       | Škoda Fabia R5 (en)        | M                |
| 32               | Motorsport Italia srl        | WRC-2            | Benito Guerra Jr.                 | Daniel Cué            | Škoda Fabia R5 (en)        | D                |
| 33               | Gekon Racing                 | WRC-2            | Simone Tempestini                 | Giovanni Bernacchini  | Citroën DS3 R5             | M                |
| 34               | Printsport                   | WRC-2            | Ole Christian Veiby               | Stig Rune Skjærmoen   | Škoda Fabia R5 (en)        | M                |
| 35               | Gus Greensmith               | WRC-2            | Gus Greensmith                    | Craig Parry           | Ford Fiesta R5             | M                |
| 36               | Pedro Heller                 | WRC-2            | Pedro Heller                      | Pablo Olmos           | Ford Fiesta R5             | M                |
| 38               | Orlen Team                   | WRC-2            | Hubert Ptaszek                    | Maciej Szczepaniak    | Škoda Fabia R5 (en)        | M                |
| 39               | TRT Peugeot World Rally Team | WRC-2            | Łukasz Pieniążek                  | Przemysław Mazur      | Peugeot 208 T16 R5         | M                |
| 40               | Quentin Gilbert              | WRC-2            | Quentin Gilbert                   | Renaud Jamoul         | Škoda Fabia R5 (en)        | D                |
| 41               | C-Rally                      | WRC-2            | Jarosław Koltun                   | Ireneusz Pleskot      | Ford Fiesta R5             | M                |
| 42               | Wojciech Chuchala            | WRC-2            | Wojciech Chuchala                 | Sebastian Rozwadowski | Ford Fiesta R5             | P                |
| 43               | ACI Team Italia              | WRC-2            | Fabio Andolfi                     | Manuel Fenoli         | Hyundai i20 R5             | M                |
| 44               | Yoann Bonato                 | WRC-2            | Yoann Bonato                      | Benjamin Boulloud     | Citroën DS3 R5             | M                |
| 45               | Tehase Auto                  | WRC-2            | Raul Jeets                        | Sikk Kuldar           | Škoda Fabia R5 (en)        | M                |
| 46               | Drive DMACK Trophy Team      | WRC-2            | Osian Pryce                       | Dale Furniss          | Ford Fiesta R5             | D                |
| 61               | Raphaël Astier               | WRC-3            | Raphaël Astier                    | Frédéric Vauclare     | Peugeot 208 R2             | M                |
| 62               | Name Rua Racing              | WRC-3            | Pancho Name                       | Armando Zapata        | Citroën DS3 R3T            | M                |
| 63               | Go+Cars Atlas Ward           | WRC-3            | Jakub Brzeziński                  | Robert Hundla         | Citroën DS3 R3T            | M                |
| 71               | Nil Solans                   | WRC-3 JWRC       | Nil Solans                        | Miquel Ibáñez         | Ford Fiesta R2             | D                |
| 72               | Terry Folb                   | WRC-3 JWRC       | Terry Folb                        | Christopher Guieu     | Ford Fiesta R2             | D                |
| 73               | ADAC Sachsen                 | WRC-3 JWRC       | Julius Tannert                    | Jürgen Heigl          | Ford Fiesta R2             | D                |
| 74               | Nicolas Ciamin               | WRC-3 JWRC       | Nicolas Ciamin                    | Thibault de la Haye   | Ford Fiesta R2             | D                |
| 75               | Robert Duggan                | WRC-3 JWRC       | Robert Duggan (pilote automobile) | Tom Woodburn          | Ford Fiesta R2             | D                |
| 76               | Cueks Racing                 | WRC-3 JWRC       | Miko-Ove Niinemäe                 | Martin Valter         | Ford Fiesta R2             | D                |
| 77               | Dillon Van Way               | WRC-3 JWRC       | Dillon Van Way                    | Dai Roberts           | Ford Fiesta R2             | D                |
| 78               | Dennis Rådström              | WRC-3 JWRC       | Dennis Rådström                   | Johan Johansson       | Ford Fiesta R2             | D                |
| 79               | Sebastian Careaga            | WRC-3 JWRC       | Sebastian Careaga                 | Rodrigo Sanjuan       | Ford Fiesta R2             | D                |
| 80               | Emil Lindholm                | WRC-3 JWRC       | Emil Lindholm                     | Tomi Tuominen         | Ford Fiesta R2             | D                |
| 91               | M-Sport World Rally Team     |                  | Eric Camilli                      | Benjamin Veillas      | Ford Fiesta R5             | M                |
| 92               | Pierre-Louis Loubet          |                  | Pierre-Louis Loubet               | Vincent Landais       | Ford Fiesta R5             | M                |
| 93               | Jonas Pipiras                |                  | Jonas Pipiras                     | Aisvydas Paliukenas   | Ford Fiesta R2             | M                |
| 94               | Alain Foulon                 |                  | Alain Foulon                      | Gilles Delarche       | Mitsubishi Lancer Evo X    | M                |
| Source:          |                              |                  |                                   |                       |                            |                  |

| Clé   | Clé                                                                             |
| Icône | Classe                                                                          |
| ----- | ------------------------------------------------------------------------------- |
| WRC   | Engagés WRC éligibles pour marquer des points au classement constructeurs       |
| WRC   | Engagés majeurs inéligibles pour marquer des points au classement constructeurs |
| WRC   | Enregistrés pour marquer des points dans le Trophée WRC                         |
| WRC-2 | Enregistrés pour marquer des points dans le championnat WRC-2                   |
| WRC-3 | Enregistrés pour marquer des points dans le championnat WRC-3                   |
| JWRC  | Enregistrés pour marquer des points dans le championnat WRC Junior              |

## Déroulement de l’épreuve

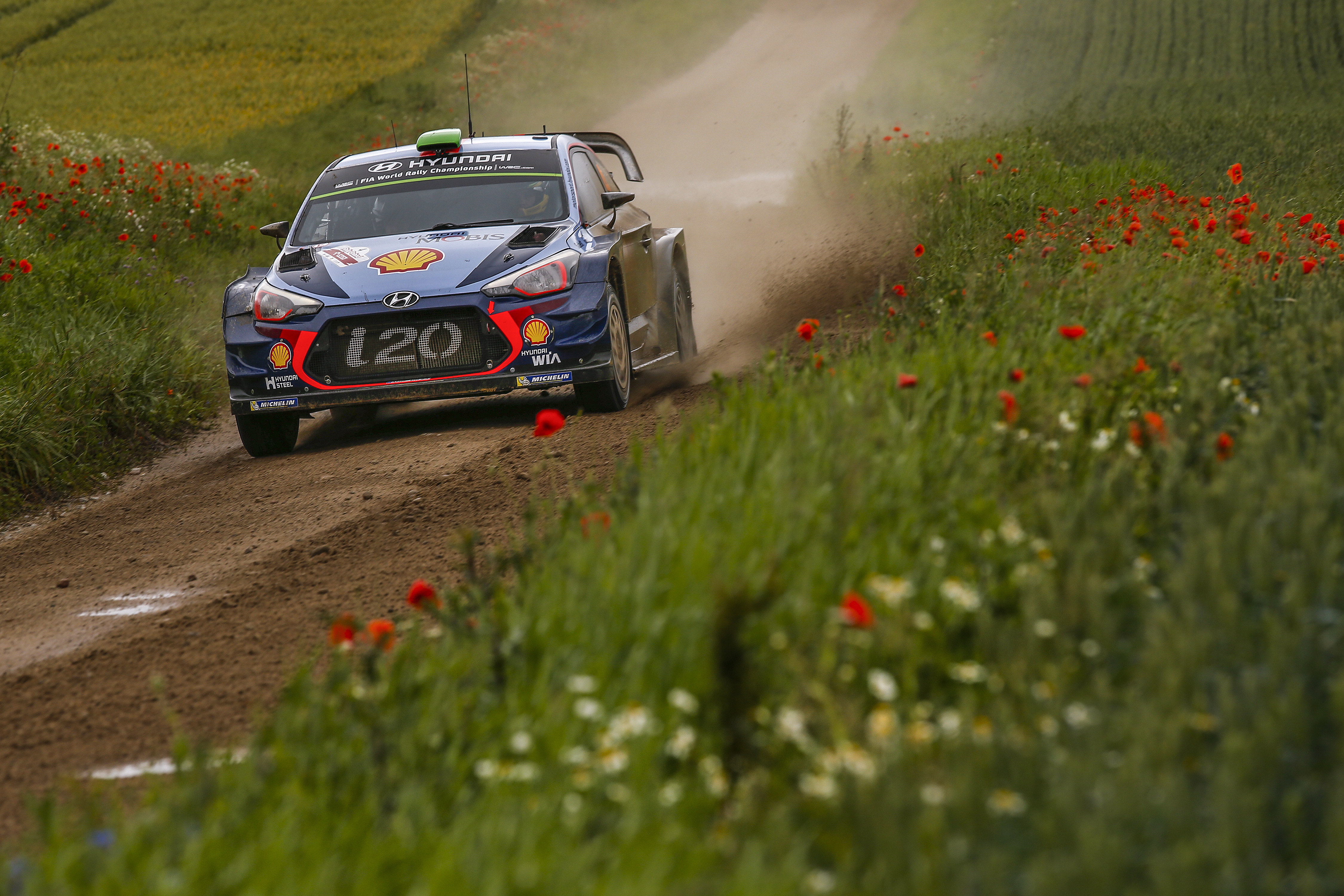
Hayden Paddon, ici durant le rallye, obtient son meilleur résultat de la saison avec la deuxième place.

Le rallye, disputé dans la région de Mikołajki, dans le nord-est de la Pologne, débute sur des spéciales rendues boueuses par des pluies diluviennes. Les Citroën débutent mal l'épreuve avec une casse de transmission pour Craig Breen et des dégâts sur une suspension durant la 5e spéciale du vendredi pour Andreas Mikkelsen, qui remplace Kris Meeke pour cette manche. À la fin de la boucle matinale, c'est Jari-Matti Latvala qui mène les débats après avoir remporté les deux plus longues spéciales.
L'après-midi débute avec l’annulation de la SS6 à cause du non-respect des consignes de sécurité par des spectateurs. Par la suite, Thierry Neuville signe deux scratchs et termine la journée en tête, 1 s 5 devant Ott Tänak et 5 s 4 devant Latvala, Sébastien Ogier, son concurrent au championnat, est quant à lui 4e.
Le rallye reprend le samedi matin sous un temps plus clément, mais est toujours perturbé par des spectateurs indisciplinés qui retardent l'épreuve d’environ une demi-heure. Les trois premiers au classement restent les mêmes et se tiennent toujours en moins de 10 secondes à la mi-journée, malgré des sorties de virage un peu larges pour Neuville et Tänak. Sébastien Ogier recule au classement à cause d'une crevaison.
Le classement évolue l'après-midi avec tout d'abord Jari-Matti Latvala qui voit son rallye s'arrêter dans la 16e spéciale à cause d'un dysfonctionnement d’accélérateur. Thierry Neuville perd lui une vingtaine de secondes à cause de crevaison, laissant le commandement du rallye à Ott Tänak, qui ne peut le garder longtemps à cause de la perte de son aileron arrière, qui lui fait perdre plus de 15 s dans les trois dernières spéciales de la journée. Finalement, c'est Neuville qui est premier à la fin de la journée, devant Tänak et Hayden Paddon, ce dernier profitant des soucis de Latvala. Sébastien Ogier est quatrième.
Le rallye se termine le dimanche avec un rebondissement. En effet, Ott Tänak remporte la première spéciale de la journée, reprenant par la même occasion le commandement de l'épreuve. Mais son pilotage offensif se retourne contre lui dans la spéciale suivante où il part à la faute, heurtant un talus puis un arbre, l'obligeant à abandonner. Ainsi, c'est Thierry Neuville qui s'adjuge le rallye, ce qui constitue son troisième succès de la saison, et Paddon et Ogier qui complètent le podium.
En WRC-2, Ole Christian Veiby signe sa première victoire dans la catégorie, devançant Pontus Tidemand et Quentin Gilbert. En J-WRC/WRC-3, c'est Nil Solans qui l'emporte ; c'est sa troisième victoire de la saison en autant de rallyes disputés.

## Résultats

### Classement final
| Pos.               | no                 | Pilote              | Copilote              | Équipe                      | Voiture               | Classe             | Temps              | Diff.              | Points             |
| Classement général | Classement général | Classement général  | Classement général    | Classement général          | Classement général    | Classement général | Classement général | Classement général | Classement général |
| ------------------ | ------------------ | ------------------- | --------------------- | --------------------------- | --------------------- | ------------------ | ------------------ | ------------------ | ------------------ |
| 1                  | 5                  | Thierry Neuville    | Nicolas Gilsoul       | Hyundai Motorsport          | Hyundai i20 Coupe WRC | WRC                | 2 h 40 min 46 s 1  | 0 s 0              | 26                 |
| 2                  | 4                  | Hayden Paddon       | Sebastian Marshall    | Hyundai Motorsport          | Hyundai i20 Coupe WRC | WRC                | 2 h 42 min 10 s 0  | +1 min 23 s 9      | 18                 |
| 3                  | 1                  | Sébastien Ogier     | Julien Ingrassia      | M-Sport World Rally Team    | Ford Fiesta WRC       | WRC                | 2 h 43 min 06 s 9  | +2 min 20 s 8      | 19                 |
| 4                  | 6                  | Dani Sordo          | Marc Martí            | Hyundai Motorsport          | Hyundai i20 Coupe WRC | WRC                | 2 h 43 min 33 s 5  | +2 min 47 s 4      | 12                 |
| 5                  | 9                  | Stéphane Lefebvre   | Gabin Moreau          | Citroën Total Abu Dhabi WRT | Citroën C3 WRC        | WRC                | 2 h 43 min 57 s 9  | +3 min 11 s 8      | 12                 |
| 6                  | 15                 | Teemu Suninen       | Mikko Markkula        | M-Sport World Rally Team    | Ford Fiesta WRC       | WRC                | 2 h 44 min 02 s 9  | +3 min 16 s 8      | 8                  |
| 7                  | 14                 | Mads Østberg        | Ola Fløene            | M-Sport World Rally Team    | Ford Fiesta WRC       | WRC                | 2 h 44 min 25 s 7  | +3 min 39 s 6      | 6                  |
| 8                  | 3                  | Elfyn Evans         | Daniel Barritt        | M-Sport World Rally Team    | Ford Fiesta WRC       | WRC                | 2 h 45 min 25 s 2  | +4 min 39 s 1      | 4                  |
| 9                  | 7                  | Andreas Mikkelsen   | Anders Jæger          | Citroën Total Abu Dhabi WRT | Citroën C3 WRC        | WRC                | 2 h 45 min 29 s 6  | +4 min 43 s 5      | 5                  |
| 10                 | 11                 | Juho Hänninen       | Kaj Lindström         | Toyota Gazoo Racing WRT     | Toyota Yaris WRC      | WRC                | 2 h 45 min 39 s 8  | +4 min 53 s 7      | 1                  |
| 20                 | 10                 | Jari-Matti Latvala  | Miikka Anttila        | Toyota Gazoo Racing WRT     | Toyota Yaris WRC      | WRC                | 3 h 08 min 47 s 1  | +28 min 01 s 0     | 5                  |
| WRC-2              |                    |                     |                       |                             |                       |                    |                    |                    |                    |
| 1 (12.)            | 34                 | Ole Christian Veiby | Stig Rune Skjærmoen   | Printsport                  | Škoda Fabia R5 (en)   | WRC-2              | 2 h 53 min 39 s 3  |                    | 25                 |
| 2 (13.)            | 31                 | Pontus Tidemand     | Jonas Andersson       | Škoda Motorsport II         | Škoda Fabia R5 (en)   | WRC-2              | 2 h 54 min 12 s 2  | +32 s 9            | 18                 |
| 3 (15.)            | 40                 | Quentin Gilbert     | Renaud Jamoul         | Quentin Gilbert             | Škoda Fabia R5 (en)   | WRC-2              | 2 h 57 min 59 s 6  | +4 min 20 s 3      | 15                 |
| 4 (17.)            | 32                 | Benito Guerra Jr.   | Daniel Cué            | Motorsport Italia srl       | Škoda Fabia R5 (en)   | WRC-2              | 3 h 00 min 44 s 2  | +7 min 04 s 9      | 12                 |
| 5 (18.)            | 44                 | Yoann Bonato        | Benjamin Boulloud     | Yoann Bonato                | Citroën DS3 R5        | WRC-2              | 3 h 01 min 02 s 2  | +7 min 22 s 9      | 10                 |
| 6 (19.)            | 42                 | Wojciech Chuchała   | Sebastian Rozwadowski | Wojciech Chuchała           | Ford Fiesta R5        | WRC-2              | 3 h 01 min 56 s 2  | +8 min 16 s 9      | 8                  |
| 7 (22.)            | 35                 | Gus Greensmith      | Craig Parry           | Gus Greensmith              | Ford Fiesta R5        | WRC-2              | 3 h 15 min 38 s 3  | +21 min 59 s 0     | 6                  |
| 8 (23.)            | 43                 | Fabio Andolfi       | Manuel Fenoli         | ACI Team Italia             | Hyundai i20 R5        | WRC-2              | 3 h 15 min 58 s 2  | +22 min 18 s 9     | 4                  |
| 9 (32.)            | 36                 | Pedro Heller        | Pablo Olmos           | Pedro Heller                | Ford Fiesta R5        | WRC-2              | 3 h 29 min 50 s 0  | +36 min 10 s 7     | 2                  |
| 10 (36.)           | 33                 | Simone Tempestini   | Giovanni Bernacchini  | Gekon Racing                | Citroën DS3 R5        | WRC-2              | 3 h 52 min 33 s 7  | +58 min 54 s 4     | 1                  |
| Source:            |                    |                     |                       |                             |                       |                    |                    |                    |                    |

### Spéciales chronométrées

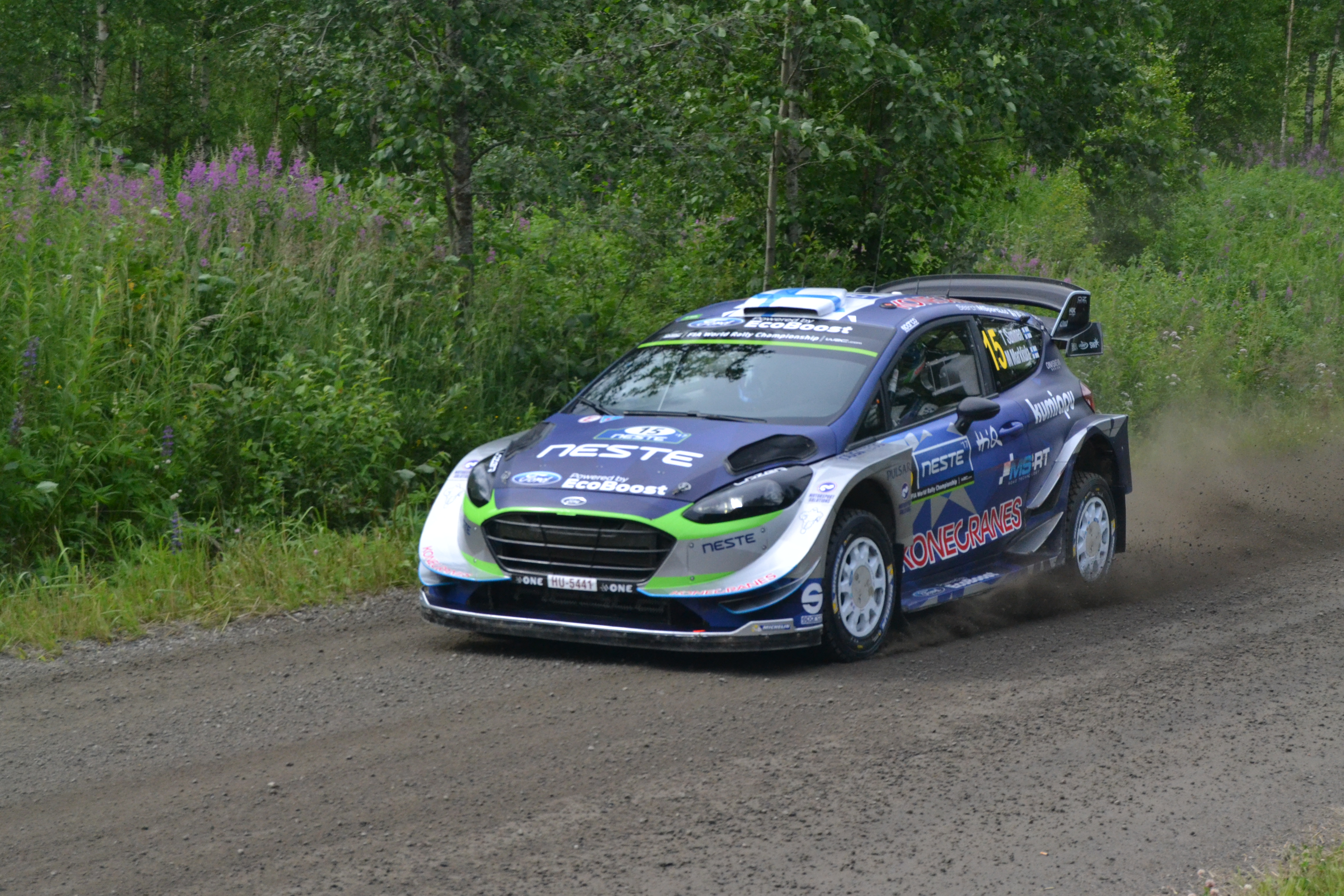
Teemu Suninen, ici durant le rallye, est l'auteur de trois meilleurs temps.

| Étape   | Spéciale | Nom                      | Longueur | Vainqueur          | Voiture               | Temps            | Meneur du rallye   |
| ------- | -------- | ------------------------ | -------- | ------------------ | --------------------- | ---------------- | ------------------ |
| Étape 1 | SS1      | SSS Mikołajki Arena 1    | 2,50 km  | Elfyn Evans        | Ford Fiesta WRC       | 1 min 44 s 4     | Elfyn Evans        |
| Étape 1 | SS2      | Chmielewo 1              | 6,52 km  | Thierry Neuville   | Hyundai i20 Coupe WRC | 3 min 22 s 9     | Thierry Neuville   |
| Étape 1 | SS3      | Wieliczki 1              | 15,05 km | Jari-Matti Latvala | Toyota Yaris WRC      | 7 min 33 s 0     | Jari-Matti Latvala |
| Étape 1 | SS4      | Świętajno 1              | 19,60 km | Jari-Matti Latvala | Toyota Yaris WRC      | 9 min 47 s 3     | Jari-Matti Latvala |
| Étape 1 | SS5      | Stare Juchy 1            | 14,14 km | Thierry Neuville   | Hyundai i20 Coupe WRC | 6 min 54 s 8     | Jari-Matti Latvala |
| Étape 1 | SS6      | Chmielewo 2              | 6,52 km  | Spéciale annulée   | Spéciale annulée      | Spéciale annulée | Spéciale annulée   |
| Étape 1 | SS7      | Wieliczki 2              | 15,05 km | Teemu Suninen      | Ford Fiesta WRC       | 7 min 47 s 9     | Jari-Matti Latvala |
| Étape 1 | SS8      | Świętajno 2              | 19,60 km | Thierry Neuville   | Hyundai i20 Coupe WRC | 10 min 03 s 3    | Ott Tänak          |
| Étape 1 | SS9      | Stare Juchy 2            | 13,50 km | Thierry Neuville   | Hyundai i20 Coupe WRC | 7 min 07 s 4     | Thierry Neuville   |
| Étape 1 | SS10     | SSS Mikołajki Arena 2    | 2,50 km  | Elfyn Evans        | Ford Fiesta WRC       | 1 min 44 s 3     | Thierry Neuville   |
| Étape 2 | SS11     | Baranowo 1               | 15,55 km | Jari-Matti Latvala | Toyota Yaris WRC      | 8 min 02 s 2     | Thierry Neuville   |
| Étape 2 | SS12     | Pozezdrze 1              | 21,24 km | Ott Tänak          | Ford Fiesta WRC       | 10 min 39 s 8    | Ott Tänak          |
| Étape 2 | SS13     | Gołdap 1                 | 14,75 km | Hayden Paddon      | Hyundai i20 Coupe WRC | 7 min 24 s 1     | Ott Tänak          |
| Étape 2 | SS14     | Kruklanki 1              | 19,58 km | Thierry Neuville   | Hyundai i20 Coupe WRC | 10 min 08 s 5    | Thierry Neuville   |
| Étape 2 | SS15     | Baranowo 2               | 15,55 km | Thierry Neuville   | Hyundai i20 Coupe WRC | 7 min 47 s 9     | Thierry Neuville   |
| Étape 2 | SS16     | Pozezdrze 2              | 21,24 km | Hayden Paddon      | Hyundai i20 Coupe WRC | 10 min 23 s 4    | Ott Tänak          |
| Étape 2 | SS17     | Gołdap 2                 | 14,75 km | Hayden Paddon      | Hyundai i20 Coupe WRC | 7 min 20 s 8     | Ott Tänak          |
| Étape 2 | SS18     | Kruklanki 2              | 19,58 km | Thierry Neuville   | Hyundai i20 Coupe WRC | 10 min 02 s 1    | Thierry Neuville   |
| Étape 2 | SS19     | SSS Mikołajki Arena 3    | 2,50 km  | Elfyn Evans        | Ford Fiesta WRC       | 1 min 44 s 4     | Thierry Neuville   |
| Étape 3 | SS20     | Orzysz 1                 | 11,15 km | Ott Tänak          | Ford Fiesta WRC       | 6 min 10 s 3     | Ott Tänak          |
| Étape 3 | SS21     | Paprotki 1               | 18,68 km | Thierry Neuville   | Hyundai i20 Coupe WRC | 8 min 58 s 1     | Thierry Neuville   |
| Étape 3 | SS22     | Orzysz 2                 | 11,15 km | Thierry Neuville   | Hyundai i20 Coupe WRC | 6 min 02 s 6     | Thierry Neuville   |
| Étape 3 | SS23     | Paprotki 2 (Power Stage) | 18,68 km | Jari-Matti Latvala | Toyota Yaris WRC      | 8 min 57 s 5     | Thierry Neuville   |

### Super spéciale
La super spéciale est une spéciale de 18,68 km courue à la fin du rallye.
| Pos. | Pilote             | Copilote         | Équipe                | Temps        | Différence | Points |
| ---- | ------------------ | ---------------- | --------------------- | ------------ | ---------- | ------ |
| 1    | Jari-Matti Latvala | Miikka Anttila   | Toyota Yaris WRC      | 8 min 57 s 5 |            | 5      |
| 2    | Sébastien Ogier    | Julien Ingrassia | Ford Fiesta WRC       | 9 min 02 s 4 | +4 s 9     | 4      |
| 3    | Andreas Mikkelsen  | Anders Jæger     | Citroën C3 WRC        | 9 min 02 s 8 | +5 s 3     | 3      |
| 4    | Stéphane Lefebvre  | Gabin Moreau     | Citroën C3 WRC        | 9 min 03 s 8 | +6 s 3     | 2      |
| 5    | Thierry Neuville   | Nicolas Gilsoul  | Hyundai i20 Coupe WRC | 9 min 03 s 9 | +6 s 4     | 1      |

## Classements au championnat après l'épreuve
|   | Pos. | Pilote             | Points |
| - | ---- | ------------------ | ------ |
|   | 1    | Sébastien Ogier    | 160    |
|   | 2    | Thierry Neuville   | 149    |
| 1 | 3    | Jari-Matti Latvala | 112    |
| 1 | 4    | Ott Tänak          | 108    |
|   | 5    | Dani Sordo         | 82     |

|  | Pos. | Constructeur                | Points |
|  | ---- | --------------------------- | ------ |
|  | 1    | M-Sport World Rally Team    | 259    |
|  | 2    | Hyundai Motorsport          | 237    |
|  | 3    | Toyota Gazoo Racing WRT     | 153    |
|  | 4    | Citroën Total Abu Dhabi WRT | 117    |